# Michael Ironside

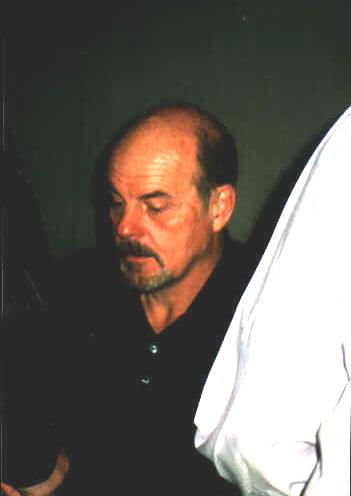
Michael Ironside, 2004.

Michael Ironside, född 12 februari 1950 i Toronto, Ontario, är en kanadensisk-amerikansk skådespelare.
Ironside flyttade till Los Angeles i Kalifornien i USA 1982.
Han har bland annat varit med i filmerna Starship Troopers och Total Recall, båda regisserade av den holländska regissören Paul Verhoeven. Han gör Sam Fishers röst i Splinter Cell-spelen. Var med i TV-serien V under 1980-talet.

## Filmografi i urval
- 1981 – Scanners
- 1984–1985 – V (TV-serie)
- 1986 – Top Gun
- 1987 – Alfred Hitchcock presenterar (avsnittet "Man on the Edge")
- 1990 – Total Recall
- 1991 – Highlander II: The Quickening
- 1992 – Dödligt byte
- 1993 – Rädda Willy
- 1993 – En buse till pappa
- 1994 – Karate Kid: Mästarens nya elev
- 1995–2002 – Cityakuten (TV-serie)
- 1995–1996 – SeaQuest DSV (TV-serie)
- 1997 – Starship Troopers
- 2000 – Nürnberg (miniserie)
- 2000 – Den perfekta stormen
- 2004 – The Machinist
- 2007 – Command & Conquer 3: Tiberium Wars (datorspel)
- 2009 – Terminator Salvation
- 2010 – Eva
- 2011 – X-Men: First Class
- 2025 – Nobody 2